# Beck – Döden i Samarra
Beck – Döden i Samarra är en svensk TV-film som hade premiär på C More den 1 januari 2021. Filmen är den tredje i sjunde säsongen baserade på Sjöwall Wahlöös fiktiva polis Martin Beck. Filmen är regisserad av Lisa Ohlin, med manus skrivet av Fredrik Agetoft.

## Handling
En kandidat till Nobels fredspris blir brutalt knivmördad i centrala Stockholm, precis efter att ha varit på ett möte med två advokater från krigstribunalen i Haag. Ett av vittnena, Majid Awani, jobbade tillsammans med Alex när hon var stationerad i Mellanöstern, och de har en dragning till varandra, som gör att Josef tycker att hon bör hålla sig utanför utredningen. Men Klas Fredén pressar gruppen att lösa det politiskt laddade fallet, innan SÄPO tar över. Martin Beck är sjukskriven, men fortsätter att gå till jobbet, i väntan på en diagnos. Han, Oskar och Jenny tvingas förhålla sig till de växande spänningarna inom gruppen, och det visar sig snart, att flera av de inblandade bär på farliga hemligheter.

## Rollista i urval
- Peter Haber – Martin Beck
- Måns Nathanaelson – Oskar Bergman
- Rebecka Hemse – Inger, Martins dotter
- Tommy Wättring – Vilhelm, Ingers son
- Ingvar Hirdwall – Grannen
- Anna Asp – Jenny Bodén
- Elmira Arikan – Ayda Çetin
- Jennie Silfverhjelm – Alexandra "Alex" Beijer
- Martin Wallström – Josef Eriksson
- Åsa Karlin – Bergström
- Simon Mezher – Majid
- Isa Aouifia – Amir
- Noha Mousbah – Sana
- Olle Sarri – Tobias Helm
- Saeed Hooshidar – Juanid Hanoush
- Fredrik Gunnarsson – Staffan Gems
- Sandra Redlaff – Hanna Gems, Staffans hustru
- Basim Sabah Albasim – ambassadören
- Saeid Sharifian – Taxichauffören